# Konfederacijski kongres
Konfederacijski kongres (angleško Congress of the Confederation) je predstavljal vlado Združenih držav Amerike od 1. marca 1781 do 4. marca 1789. Njegov predhodnik je bil Drugi kontinentalni kongres kongres. Kongres je bil ustanovljen ob koncu bojev med vojno za neodvisnost. Pravna podlaga za kongres konfederacije so bili členi konfederacije, ki jih je drugi kontinentalni kongres sprejel 15. novembra 1777 kot prvo ustavo Združenih držav in je začela veljati 1. marca 1781, potem ko jih je v triletnem procesu ratificiralo 13 držav.
Kongres konfederacije se je sestajal na različnih lokacijah v Združenih državah, najprej v Filadelfiji, kasneje v Princetonu, Trentonu, Annapolisu in končno v New Yorku. Kongres konfederacije je bil sestavljen iz predstavnikov vsake države. Večino članov je obdržal od drugega kontinentalnega kongresa. Glasovalne pravice niso imele članice, ampak 13 držav. Vsaka država je imela en glas. Leta 1789 ga je nadomestil Kongres Združenih držav Amerike, kakršnega poznamo danes.